# 宇和町
宇和町（うわちょう）は、愛媛県にあった町。東宇和郡に属した。宇和盆地を形成し、周囲を山に囲まれた穀倉地帯であった。八幡浜市、大洲市と宇和島市との間に位置し、また野村町・城川町方面への玄関口でもあるなど、南予地域の交通の要衝の一つであった。平成の市町村合併により2004年4月に自治体としては消滅し、旧町域は西予市宇和町となっている。

## 地理
肱川上流部の宇和盆地とそれを取り巻く山間部からなる。盆地は海抜200〜400m程度、周囲の山々は400〜800m程度の高さがある。
山間盆地であり、気候は夏は海岸部より多少冷涼で、冬には積雪をみることもある。農村地帯であり、稲の収穫が終わった水田に「わらぐろ」を作る地域があり、雪とのコントラストの風景は観光写真等によく登場する。また、霧が発生しやすい。この霧と盆地ゆえの寒暖差が米の食味を高めて米どころとして知られる。

## 歴史

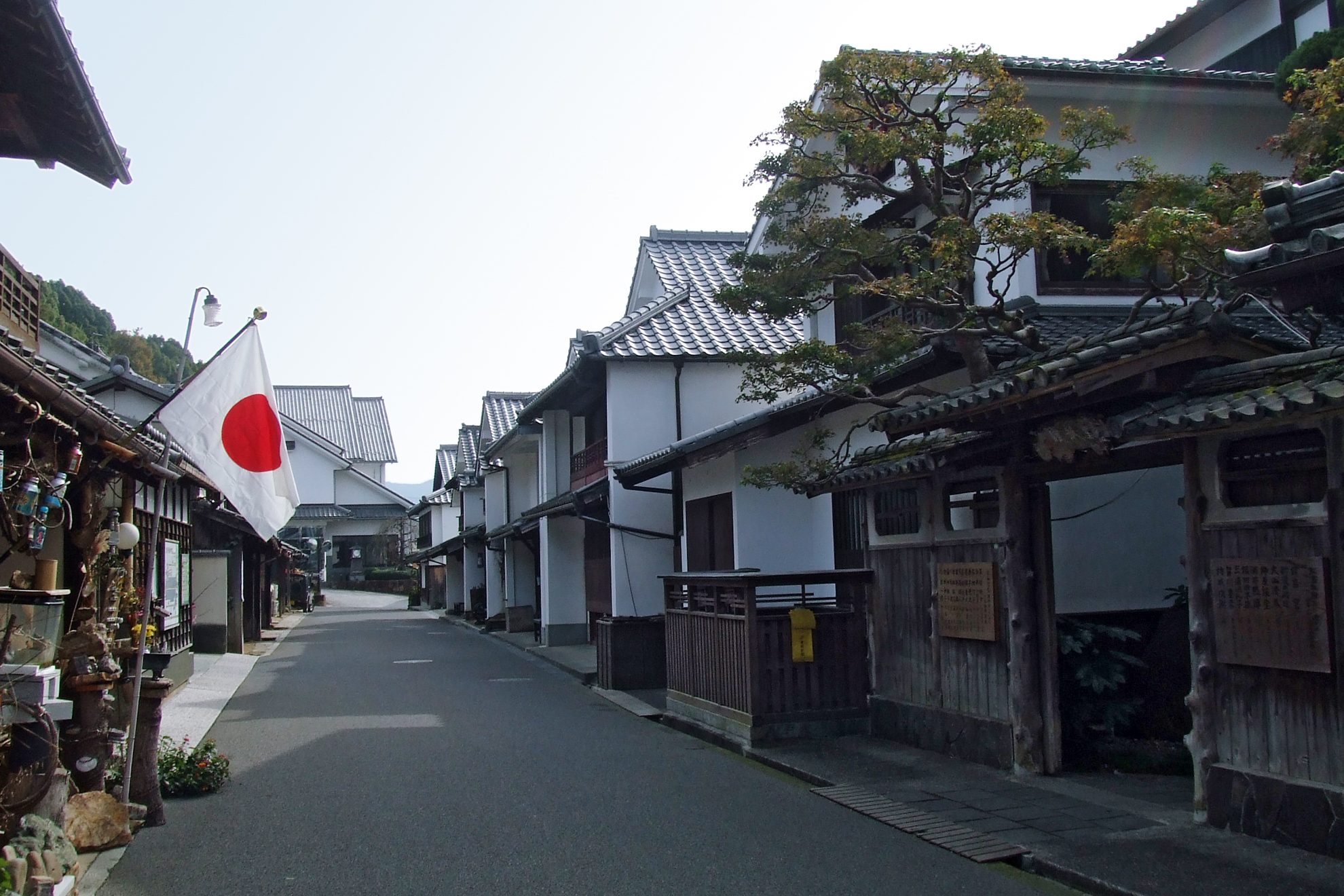
卯之町

### 年表
中世以前
- 宇和という名は、伊予国に14の郡が置かれた時からみられる。

近世
- 江戸時代には宇和島藩の領地。多田組と山田組とに属する。純農村地帯として、藩の米蔵の役目を果たし、また街道沿いの宿場町として発展した。
- 1651年（慶安4年） - 黒瀬城の山麓に形成されていた松葉町を大念寺山麓へと移し、宿場町を形成。のちに松葉町は卯之町と改称。
- 1833年（天保4年） - 二宮敬作が卯之町で開業。
- 1863年（文久3年） - 申義堂開設（学校の始まり）。

明治以降
- 1870年（明治3年） - 申義堂が宇和郷校となる。
- 1872年（明治5年） - 開明学校開設。
- 1889年（明治22年） 12月15日 - 町村制施行に伴い卯町、鬼窪村、伊賀上村が合併して東宇和郡宇和町が成立。
  - 久枝村、野田村、小野田村、永長村、上松葉村、下松葉村が合併して東宇和郡上宇和村が成立。
- 1890年（明治23年） 法華津峠の道路改良始まる。
- 1895年（明治28年） - 永長地区を皮切りに耕地整理始まる。大正年間にはほぼ耕地整理完了。
- 1922年（大正11年） 2月11日 - 上宇和村と合併して宇和町となる。
- 1941年（昭和16年） - 卯之町駅 - 宇和島駅間の鉄道開通。
- 1945年（昭和20年） - 卯之町駅 - 八幡浜駅間の鉄道開通。
- 1950年（昭和25年）3月20日 - 昭和天皇の戦後巡幸。卯之町駅前に宇和奉迎場を設営し、昭和天皇を迎えた[2]。

宇和町発足以降
- 1954年（昭和29年）3月 - 多田村、中川村、石城村、下宇和村、田之筋村との合併により、新制宇和町発足。
- 1958年（昭和33年） - 大洲市の一部（久保の一部である鳥坂、および正信。いずれも旧南久米村の一部）を編入。
- 1970年（昭和45年） - 法華津トンネル、鳥坂トンネル開通。
- 2004年（平成16年）4月1日 - 東宇和郡4箇町（宇和町・明浜町・野村町・城川町）および西宇和郡三瓶町との合併により、西予市成立。宇和町は自治体としては消滅。

### 系譜
```
宇和町の系譜
（町村制実施以前の村）　（明治期）
　　　　　　　　　　　　町村制施行時
東多田　━━━━┓
河内　　━━━━╋━　多田村　━━━━━━━━━━━━━━━━━━━┓
伊延　　━━━━┫　　　　　　　　　　　　　　　　　　　　　　　　　┃
岡山　　━━━━┛　　　　　　　　　　　　　　　　　　　　　　　　　┃
田苗真土━━━━┓　　　　　　　　　　　　　　　　　　　　　　　　　┃
大江　　━━━━┫　　　　　　　　　　　　　　　　　　　　　　　　　┃
加茂　　━━━━╋━　中川村　━━━━━━━━━━━━━━━━━━━┫
坂戸　　━━━━┫　　　　　　　　　　　　　　　　　　　　　　　　　┃
清沢　　━━━━┫　　　　　　　　　　　　　　　　　　　　　　　　　┃
杢所　　━━━━┛　　　　　　　　　　　　　　　　　　　　　　　　　┃
岩木　　━━━━┓　　　　　　　　　　　　　　　　　　　　　　　　　┃
郷内　　━━━━╋━　笠置村　━━━┓　　　あ　　　　　　　　　　　┃
小原　　━━━━┛　　　　　　　　　┣━━　石城村　　━━━━━━━┫
西山田　━━━━┓　　　　　　　　　┃　　　　　　　　　　　　　　　┃
山田　　━━━━┻━　山田村　━━━┛　　　　　　　　　　　　　　　┃
久枝　　━━━━┓　　　　　　　　　　　　　　　　　　　　　　　　　┃
野田　　━━━━┫　　　　　　　　　　　　　　　　　　　　　　　　　┃
小野田　━━━━╋━　上宇和村　━┓　　　　　　　　　　　　　　　　┃
永長　　━━━━┫　　　　　　　　┃　　　　　　　　　　　　　　　　┃
上松葉　━━━━┫　　　　　　　　┃　　　　　　　　　　　　　　　　┃（昭和29年3月31日）
下松葉　━━━━┛　　　　　　　　┃　　　　　い　　　　　　　　　　┣━宇和町┳━━━━━━━━┓
卯之町　━━━━┓　　　　　　　　┣━━━━━　宇和町　━━━━━━┫　　　　┃　　　　　　　　┃
鬼窪　　━━━━╋━　宇和町　━━┛　　　　　　　　　　　　　　　　┃　　　　┃　　　　　　　　┃
伊賀上　━━━━┛　　　　　　　　　　　　　　　　　　　　　　　　　┃　　　　┃　　　　　　　　┃
皆田　　━━━━┓　　　　　　　　　　　　　　　　　　　　　　　　　┃　　　　┃　　　　　　　　┃（平成16年4月1日）
下川　　━━━━┫　　　　　　　　　　　　　　　　　　　　　　　　　┃　　　　┃　　　　　　　　┣西予市
明間　　━━━━╋━　下宇和村　━━━━━━━━━━━━━━━━━━┫　　　　┃　　　　　　　　┃
稲生　　━━━━┛　　　　　　　　　　　　　　　　　　　　　　　　　┃　　　　┃　　　　　　　　┃
新城　　━━━━┓　　　　　　　　　　　　　　　　　　　　　　　　　┃　　　　┃　　　　　　　　┃
常定寺　━━━━┫　　　　　　　　　　　　　　　　　　　　　　　　　┃　　　　┃　　　　　　　　┃
田野中　━━━━╋━　田之筋村　━━━━━━━━━━━━━━━━━━┛　　　　┃　　　　　　　　┃
明石　　━━━━┛　　　　　　　　　　　　　　　　　　　　　　　　　　　　　　┃　　　　　　　　┃
　　　　　　　　　　　　　　　　　　　　　　　　　　　　　　　　　　　　　　う┃　　　　　　　　┃
　　　　　　　　　　　　　　　　　　　　　　　　　　　　　　　大洲市の一部（鳥坂・正信）　　　　┃
　　　　　　　　　　　　　　　　　　　　　　　　　　　　　　　　　境界変更　　　　　　　　　　　┃
　　　　　　　　　　　　　　　　　　　　　　　　　　　　　　　　　　　　　　明浜町　━━━━━━┫
　　　　　　　　　　　　　　　　　　　　　　　　　　　　　　　　　　　　　　野村町　━━━━━━┫
　　　　　　　　　　　　　　　　　　　　　　　　　　　　　　　　　　　　　　城川町　━━━━━━┫
　　　　　　　　　　　　　　　　　　　　　　　　　　　　　　　　　　　　　　三瓶町　━━━━━━┛

あ - 1929年（昭和4年）12月1日合併 い - 1922年（大正11年）2月11日合併 う - 1958年（昭和33年）8月1日境界変更
（注記）平成の合併の宇和町以外の系譜については、それぞれの町の記事を参照のこと。

```

## 行政
- 歴代町長
  - 松本和芳: 1954年 - 1978年
  - 土居若松: 1978年 - 1982年
  - 宇都宮象一: 1982年 - 2004年 新市（西予市）の市長選挙には出馬しなかった。
- 平成の市町村合併
東宇和郡は東西に細長いものの、人口が関係町村のうち最大で、しかも鉄道や幹線国道があって交通の中心である宇和町としては合併に全く異存はなかった。合併の協議過程においても、庁舎等が本町に位置することは間違いないとみられたが、他の町への配慮も怠りなく、過度に自己主張することもなく、スムーズに運んだ。

## 教育

### 高等学校
- 愛媛県立宇和高等学校

## 交通

### 鉄道
- 四国旅客鉄道（JR四国）
予讃線: 伊予石城駅 - 上宇和駅 - 卯之町駅 - 下宇和駅

卯之町駅は、松山駅 - 宇和島駅間を結ぶ特急「宇和海」が停車する地域の拠点駅である。遠距離通勤者や出張者もよく利用しており、周辺には巨大駐車場がある。他の駅は普通列車のみ停車する典型的なローカル駅である。

### 路線バス
- 宇和島自動車 - 三瓶、明浜、大洲、宇和島、野村と近隣の町との間で運行。
以前よりバスの本数自体は減少傾向にある。かつてはJRバスが野村方面等一部の地域を受け持っていたが、利用者の減少から1997年に撤退し、宇和島自動車の運行に一本化された。

### 道路
国道
- 国道56号
宇和町を南北に貫いている主要国道で、道路沿いにはガソリンスタンドや大型スーパーマーケットが多数展開している。

県道
- 県道25号
- 県道29号
- 県道30号
- 県道45号

高速道路
- 旧町時代は町内に高速道路はなかった。西予市となった直後の2004年4月17日に松山自動車道西予宇和インターチェンジが設置された。これによってそれまでは自動車で2時間前後の時間を要していた松山市内までのアクセスが以前の半分の時間で可能になった。

## 出身有名人
- 樫本学ヴ（漫画家） - 代表作は『学級王ヤマザキ』『コロッケ!』他
- 山口舞子（漫画家） - 代表作は『もうすこしがんばりましょう』他
- 河野未来（アナウンサー） - 2016年よりあいテレビに所属

## 名産品・銘菓
- 宇和米 - 南予地方では米どころとして知られている。
- クリ
- ウンシュウミカン
- ブドウ - 収穫時期には、有料でみかん狩りや葡萄狩りに農園を開放している農家も多い。
- 敬作餅 - 二宮敬作にちなんだ和菓子。
- 山田屋まんじゅう
本社工場は中予地方の松山市にある。売り上げや知名度としては南予地方から全国へ向けての発信が主流である。

## 観光名所
- 開明学校 - 白壁やアーチ型の窓が当時のまま現存している。長野県にある旧開智学校と姉妹校関係にある。
- 高野長英の隠れ家 - 上記の中町にある、長英が隠れ住んだとされる住まい。
- 愛媛県歴史文化博物館
- 米博物館 - 元々は宇和町小学校の旧校舎の一つで、老朽化による小学校の建て替えにより現在の場所に移転・再構築された。古代米の研究報告や展示がある。12の教室をつなぐ109メートルという長い直線廊下は増築なしでは日本最長であることから、移築・保存され、雑巾がけレース「Z-1グランプリ」が行われている[1]（TOKIOの『ザ!鉄腕!DASH!!』等）。
- どんぶり館 - 愛媛県道29号宇和野村線にある物産館。宇和町のみならず野村町、城川町、明浜町、三瓶町の野菜や特産品も多数扱われている。合併後に道の駅に登録された。
- 観音水 - 宇和〜野村線の明間（あかんま）地区にあり、名水百選にも選ばれている。4月から9月まで「そうめん流し」が行われる。
- JR卯之町駅 - 観光客向けに夏はホームの軒下に風鈴、冬場は待合室に「愛の大火鉢」が設置されている。
- 明石寺（めいせきじ） - 四国八十八箇所霊場の43番札所にあたる。宇和高等学校から少し山手に入った位置にある。